# بخش لاگاوا
بخش لاگاوا یک منطقهٔ مسکونی در سودان است که در کردفان جنوبی واقع شده‌است.